# Isla Enderby (Galápagos)
La Isla Enderby es el nombre que recibe un islote que pertenece al país sudamericano de Ecuador, y que geográficamente está incluido en el parque nacional, provincia y archipiélago de las Islas Galápagos. Posee una superficie de 19,3 hectáreas (0,19 kilómetros cuadrados), se encuentra a 79,2 kilómetros del centro del archipiélago, con una línea costera que alcanza 1,68 kilómetros y la isla principal más cercana es la de Floreana o Santa María.